# 2675 Толкин
2675 Толкин (енгл. 2675 Tolkien) је астероид главног астероидног појаса чија средња удаљеност од Сунца износи 2,213 астрономских јединица (АЈ).
Апсолутна магнитуда астероида је 12,5.